# خوزه لوئیس مارتینز گولتا
خوزه لوئیس مارتینز گولتا (انگلیسی: José Luis Martínez Gullotta؛ زادهٔ ۱۲ ژانویهٔ ۱۹۸۴) بازیکن فوتبال اهل آرژانتین است.
از باشگاه‌هایی که در آن بازی کرده‌است می‌توان به باشگاه فوتبال راسینگ کلوب آویاندا اشاره کرد.